# The Death and Life of John F. Donovan
The Death and Life of John F. Donovan es una película dramática canadiense. Coescrita, coproducida y dirigida por Xavier Dolan, es su debut en el idioma inglés. El reparto incluye a Kit Harington, Ben Schnetzer, Natalie Portman,Susan Sarandon, Jared Keeso, Kathy Bates y Jacob Tremblay.

## Argumento
Hace una década, el editor de una revista de chismes, Moira, expuso las cartas de una estrella de televisión estadounidense, John F. Donovan, con un niño británico de 11 años, Rupert Turner. Una tormenta acaba con la carrera de Donovan y culmina con su muerte. Diez años después, Turner recuerda la carta escrita, así como el impacto que esas cartas tuvieron en sus vidas.

## Reparto
- Kit Harington como John F. Donovan
- Natalie Portman como Sam Turner.
- Susan Sarandon como Grace Donovan.
- Kathy Bates como Barbara Haggermaker.
- Jacob Tremblay como Rupert Turner.
  - Ben Schnetzer como Rupert Turner mayor.
- Thandie Newton como Audrey Newhouse.
- Amara Karan como Sra. Kureishi.
- Chris Zylka como Will Jefford Jr.
- Jared Keeso como James Donovan.
- Emily Hampshire como Amy Bosworth.
- Michael Gambon como Narrador.
- Bella Thorne como Jeanette.
- Dakota Taylor como Connor Jefford.
- Sarah Gadon como Liz Jones.
- Ari Millen como Gran Billy.
- Leni Parker como Bonnie.
- Sarah-Jeanne Labrosse como Asistente de Moira.
- Gijs Blom como el novio de Rupert

## Producción
En diciembre de 2014, se anunció que Kit Harington y Jessica Chastain protagonizarían una película, con Xavier Dolan dirigiéndola la película de un guion escrito con Jacob Tierney. Harington interpretaría al personaje principal, mientras que Chastain a la periodista. Ese mismo mes, se anunció que Susan Sarandon y Kathy Bates se unirían al reparto. Sarandon interpretaría el papel de la madre de Donovan, mientras que Bates a la mánager.
En noviembre de 2015, se anunció que Adele estaba en conversaciones para tener un cameo. Ese mismo mes, Michael Gambon, Bella Thorne, Chris Zylka, Emily Hampshire y Jared Keeso se unieron al reparto. En febrero de 2016, Natalie Portman, Nicholas Hoult y Thandie Newton se unieron al reparto. En julio de 2016, se anunció que  Ben Schnetzer se uniría al reparto, reemplazando a Hoult. En febrero de 2017, se anunció que Jacob Tremblay se uniría al reparto. En junio de 2017, Amara Karan se unió al reparto de la película.
Gabriel Yared compuso la banda sonora de la película, el cual fue lanzado en julio de 2017. 

### Rodaje
El rodaje comenzó el 9 de julio de 2016, en Montreal. El rodaje de la Unidad 1 concluyó el 3 de septiembre de 2016. En febrero de 2017, la producción se reanudó en Montreal, antes de haberse completado en la primavera de 2017 en Londres y Praga.

### Posproducción
En febrero de 2018, Dolan confirmó a través de Instagram que Chastain había sido eliminada de la película.

## Lanzamiento
La película fue invitada a tener su estreno en el Festival de Cannes 2018 en mayo, pero (de acuerdo con el director de arte Thierry Fremaux), Dolan no estaba feliz con la película. Él opto para seguir editando, para que así la película tengo su estreno en un festival de otoño.
El 25 de enero de 2019, Xavier posteó en Instagram el tráiler oficial de la cinta, poniéndole fecha de estreno para el 13 de marzo de 2019 en Francia. Xavier también comentó que no tiene conocimiento de estrenos en otros lugares.

## Recepción
La película obtuvo críticas mixtas. En Rotten Tomatoes , tiene un índice de aprobación del 19% basado en 32 reseñas, con una calificación promedio de 3.7/10. El consenso crítico del sitio dice: « La muerte y la vida de John F. Donovan muestra al guionista y director Xavier Dolan luchando por la profundidad con un drama técnicamente seguro que nunca encuentra sentido a sus propias ideas». En Metacritic , la película tiene una puntuación de 28 sobre 100 basada en reseñas de 12 críticos, lo que indica «críticas generalmente desfavorables».